# Micronimba femoralis
Micronimba femoralis is een hooiwagen uit de familie Pyramidopidae.